# Serafimerlasarettets församling
Serafimerlasarettets församling var en församling vid Serafimerlasarettet i nuvarande Stockholms stift i nuvarande Stockholms kommun. Församlingen uppgick 1889 i Kungsholms församling.

## Administrativ historik
Församlingen bildades 1861 genom en utbrytning ur Kungsholms församling och återgick dit 1889.